# Darío Castrillón Hoyos
Darío Castrillón Hoyos (Medellín, 4 luglio 1929 – Roma, 18 maggio 2018) è stato un cardinale e arcivescovo cattolico colombiano.

## Biografia
Darío Castrillón Hoyos nacque a Medellín il 4 luglio 1929.

### Formazione e ministero sacerdotale
Studiò presso i seminari di Santa Fe de Antioquia a Medellín e di Santa Rosa de Osos. In seguito completò gli studi a Roma conseguendo il dottorato in diritto canonico presso la Pontificia Università Gregoriana. Poi si specializzò in sociologia religiosa, in economia politica e in etica economica, seguendo in particolare i corsi della facoltà di sociologia dell'Università Cattolica di Lovanio. Imparò a parlare otto lingue.
Il 26 ottobre 1952 fu ordinato presbitero per la diocesi di Santa Rosa de Osos nella basilica dei Santi XII Apostoli a Roma da monsignor Alfonso Carinci e, terminati gli studi, tornò in Colombia dove gli venne affidato l'incarico di vicario parrocchiale di due parrocchie rurali a Yarumal per 17 anni. Fu anche direttore dei Cursillos de Cristianidad, e del corso nazionale di pastorale, rappresentante di Acción cultural popular (Acpo), officiale della curia diocesana, delegato diocesano dell'Azione cattolica, assistente ecclesiastico della Gioventù cattolica dei lavoratori, direttore della Legione di Maria, direttore diocesano della catechesi e , nel quadro della pastorale per l'alfabetizzazione e la formazione integrale dei contadini, ricoprì il ruolo di coordinatore dei sacerdoti incaricati delle scuole radiofoniche. Nel 1966 venne nominato segretario generale della Conferenza episcopale della Colombia e cominciò a insegnare diritto
canonico all'Università civile libera.

### Ministero episcopale
Il 2 giugno 1971, all'età di 41 anni, papa Paolo VI lo nominò vescovo coadiutore di Pereira e titolare di Villa del Re; ricevette l'ordinazione episcopale il 18 luglio seguente dalle mani dell'arcivescovo Angelo Palmas, co-consacranti l'arcivescovo Aníbal Muñoz Duque e il vescovo Baltasar Álvarez Restrepo.
Il 1º luglio 1976 succedette alla medesima sede, incarico che mantenne fino al 1992. Durante il suo episcopato era noto per il fatto che nottetempo andava per strada ad aiutare a nutrire e assistere i bambini abbandonati. Mentre molti vescovi latinoamericani rifiutarono di accettare i contributi dei presunti signori della droga, monsignor Castrillón Hoyos accettò donazioni per le sue organizzazioni caritative diocesane, sostenendo che accettando i fondi i soldi sarebbero stati deviati dal finanziamento della criminalità e usati invece per aiutare i poveri. Disse anche che pur accettando tali donazioni, aveva avvertito personalmente i donatori che le loro beneficenze "non avrebbero salvato le loro anime". Monsignor Castrillón Hoyos una volta si travestì da lattaio per accedere alla casa del signore della droga Pablo Escobar e, dopo essersi rivelato, il vescovo persuase Escobar a confessare i suoi peccati.
Partecipò, in qualità di delegato della Conferenza Episcopale della Colombia, alle conferenze generali dell'episcopato latino-americano del 1968, a Medellín, e del 1979, a Puebla.
Nel 1983 venne nominato segretario generale del Consiglio episcopale latinoamericano e nel 1987 presidente dello stesso, incarico svolto fino al 1991. Si oppose alla teologia della liberazione venendo supportato da molti suoi colleghi.
Il 16 dicembre 1991 fu promosso arcivescovo metropolita di Bucaramanga da papa Giovanni Paolo II.
Nell'ottobre del 1992 prese parte alla quarta Conferenza generale del Consiglio episcopale latinoamericano a Santo Domingo.
Il 15 giugno 1996 papa Giovanni Paolo II lo nominò pro-prefetto della Congregazione per il clero, dovendosi occupare in tale veste dell'organizzazione del giubileo sacerdotale del pontefice. Lo stesso giorno rinunciò alla sede di Bucaramanga.
Dal 16 novembre al 12 dicembre 1997 fu scelto da papa Giovanni Paolo II come presidente delegato dell'assemblea speciale per l'America del Sinodo dei vescovi.
Il 21 febbraio 1998 papa Giovanni Paolo II lo creò cardinale e gli assegnò la diaconia del Santissimo Nome di Maria al Foro Traiano della quale prese possesso il 23 dello stesso mese. Lo stesso giorno venne confermato prefetto della Congregazione per il clero.
Il 14 aprile 2000 papa Giovanni Paolo II lo nominò presidente della Pontificia commissione "Ecclesia Dei", il dicastero che gestisce i rapporti tra la Santa Sede e i gruppi tradizionalisti, come la Fraternità sacerdotale San Pio X.

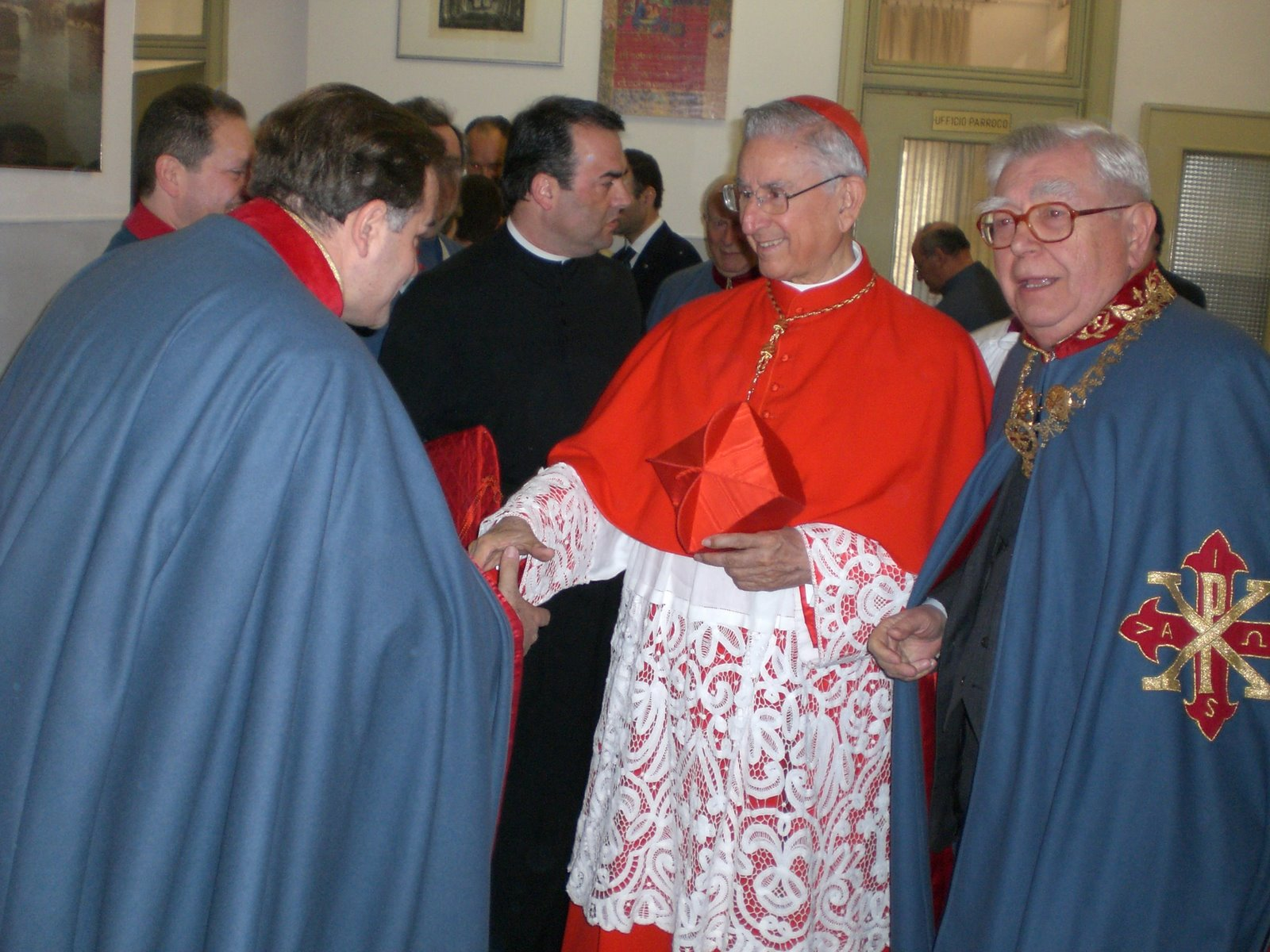
Il cardinale Hoyos con i cavalieri dell'Ordine costantiniano di San Giorgio.

Il 27 febbraio 2004 il principe Carlo Maria di Borbone-Due Sicilie, duca di Calabria lo nominò gran priore dell'Ordine costantiniano di San Giorgio.
Dopo la morte di papa Giovanni Paolo II, partecipò al conclave del 2005 e la stampa lo indicò tra i papabili; il conclave elesse però papa Benedetto XVI che il 21 aprile 2005 lo confermò nei suoi incarichi.
Il 31 ottobre 2006 papa Benedetto XVI accettò la sua rinuncia dalla guida della Congregazione per il clero per raggiunti limiti di età.
Il 23 febbraio 2007 divenne cardinale protodiacono. Mantenne l'incarico fino al 1º marzo dell'anno successivo quando optò per l'ordine dei cardinali presbiteri.
Nel gennaio del 2009, mentre era ancora alla guida della Pontificia commissione "Ecclesia Dei", papa Benedetto XVI remise le scomuniche ai vescovi della Fraternità sacerdotale San Pio X. Tra di essi vi era monsignor Richard Williamson, che in seguito venne identificato come un negazionista dell'Olocausto. A settembre il vescovo di Stoccolma Anders Arborelius affermò che la Santa Sede aveva una conoscenza preliminare delle opinioni estremiste di Richard Williamson e la sua opinione venne confermata dal nunzio apostolico in Svezia, monsignor Emil Paul Tscherrig, che dichiarò di aver messo in guardia il Vaticano. Castrillón disse che era una "calunnia" il suggerire che era stato a conoscenza delle opinioni di Williamson. Disse che se qualcuno in Vaticano doveva conoscere la questione, questi era il cardinale Giovanni Battista Re, prefetto della Congregazione per i vescovi.
Il 4 luglio 2009, compiendo il suo 80º anno di vita, divenne cardinale non elettore, con l'esclusione pertanto dai futuri conclavi. L'8 dello stesso mese papa Benedetto XVI accettò la sua rinuncia dalla guida della Pontificia commissione "Ecclesia Dei". Lo stesso giorno con il motu proprio Ecclesiae unitatem la collegò in modo stretto alla Congregazione per la dottrina della fede, mantenendo la sua configurazione ma al contempo modificandone la struttura.
Fu uno dei cardinali che celebrò la Messa tridentina dopo la riforma liturgica.
Partecipò all'assemblea speciale per l'Asia del Sinodo dei vescovi che ebbe luogo nella Città del Vaticano dal 29 aprile al 14 maggio 1998 sul tema "Gesù Cristo il Salvatore e la sua missione di amore e servizio in Asia: "Io sono venuto perché abbiano la vita e l'abbiano in abbondanza" (Gv 10, 10), all'assemblea speciale per l'Oceania del Sinodo dei vescovi che ebbe luogo nella Città del Vaticano dal 22 novembre al 12 dicembre 1998 sul tema "Gesù Cristo: seguire la sua Via, proclamare la sua Verità, vivere la sua Vita: una chiamata per i popoli dell'Oceania", alla seconda assemblea speciale per l'Europa del Sinodo dei vescovi che ebbe luogo nella Città del Vaticano dal 1° al 23 ottobre 1999 sul tema "Gesù Cristo, vivente nella sua Chiesa, sorgente di speranza per l'Europa" e alla X assemblea generale ordinaria del Sinodo dei vescovi che ebbe luogo nella Città del Vaticano dal 30 settembre al 27 ottobre 2001 sul tema "Il Vescovo: Servitore del Vangelo di Gesù Cristo per la speranza del mondo".
Fu membro della Congregazione per i vescovi dal 17 febbraio 2001, della Congregazione per il culto divino e la disciplina dei sacramenti dal 2 maggio 2002, della Congregazione per l'evangelizzazione dei popoli, della Congregazione per l'educazione cattolica, del Pontificio consiglio per i testi legislativi, del Pontificio consiglio delle comunicazioni sociali, dell'Amministrazione del patrimonio della Sede Apostolica, della Pontificia commissione per l'America Latina e del Consiglio speciale per l'America della segreteria generale del Sinodo dei vescovi.
Fu inviato papale alla firma dell'accordo globale e definitivo tra Perù ed Ecuador che risolveva la loro controversia sui confini a Brasilia il 26 ottobre 1998, alla celebrazione del dodicesimo centenario della costruzione del duomo di Aquisgrana che ebbe luogo dal 29 al 30 gennaio 2000 e alle celebrazioni conclusive del congresso eucaristico nazionale cileno e alla dedicazione della nuova cattedrale della diocesi di San Bernardo in Cile che ebbero luogo il 25 e il 26 novembre 2000. Partecipò come membro designato dal papa alla V conferenza episcopale latinoamericana che si svolse ad Aparecida, in Brasile, dal 13 al 31 maggio 2007.
Morì nella sua abitazione di Roma il 18 maggio 2018 per una malattia epatica all'età di 88 anni. Le esequie si sono tenute il giorno successivo alle ore 14.30 all'altare della cattedra della basilica di San Pietro in Vaticano: la liturgia esequiale è stata celebrata dal cardinale Angelo Sodano, decano del collegio cardinalizio, e al termine della stessa papa Francesco ha presieduto il rito dell'ultima commendatio e della valedictio. La sua salma è giunta in Colombia la notte del 31 maggio e il giorno successivo è stata tumulata, come egli stesso aveva espresso, nella cripta dei vescovi della cattedrale dell'Immacolata Concezione di Maria Vergine a Medellín dopo una messa presieduta da monsignor Ettore Balestrero, nunzio apostolico in Colombia, e concelebrata da numerosi vescovi del paese.
In suo ricordo nel maggio 2019, ad un anno dalla sua dipartita, a Serrone è stata realizzata un'installazione in marmo per onorare la sua presenza nella città, come cittadino onorario e come presidente del premio internazionale Rocca d'oro.

## Gestione dei casi di abuso sessuale
Nel 1997 Castrillón e i vescovi irlandesi erano in disaccordo sul corretto trattamento dei sacerdoti accusati di abusi sessuali. Il cardinale espresse infatti delle riserve sulle proposte discusse dai vescovi. Mentre indicava che la sua Congregazione stava ancora studiando la questione, Castrillón scrisse che alcune delle proposte dei vescovi irlandesi "appaiono contrarie alla disciplina canonica", il che potrebbe portare a rovesciare le azioni se fosse stato fatto un appello a un livello superiore. Egli menzionò come problematica la proposta politica di segnalazione obbligatoria alle autorità civili. Secondo un documentario di RTÉ del 2011, nel 1999 Castrillón disse ai vescovi irlandesi di essere "padri per i vostri sacerdoti, non poliziotti". La rappresentazione della resistenza dell'episcopato irlandese sul mantenere la linea dura di fronte a un superiore li mise sotto una luce più favorevole in un momento in cui essi, e in particolare il cardinale Desmond Connell, erano oggetto di aspre critiche.
Nel 2001 si congratulò con il vescovo di Bayeux Pierre Pican per non aver informato la polizia di un prete che aveva commesso abusi sessuali su minori. Il sacerdote venne successivamente condannato a 18 anni di carcere. Lo stesso vescovo Pican venne condannato a tre mesi di reclusione per non aver denunciato il prete. Nella lettera il cardinale descrisse il rapporto tra un vescovo e i suoi sacerdoti come "non professionale, ma una relazione sacramentale che forgia legami molto speciali di paternità spirituale" e "il vescovo ha altri mezzi per agire... ma un vescovo non può essere tenuto a fare la denuncia da solo: in tutti i sistemi giuridici civili si riconosce che chi ha relazioni strette ha la possibilità di non testimoniare contro un parente diretto". Quando la lettera nel 2010 divenne pubblica il direttore della Sala stampa della Santa Sede padre Federico Lombardi disse che questo dimostrava quanto fosse importante centralizzare la gestione dei casi di abuso sessuale da parte dei chierici nella Congregazione per la dottrina della fede".
Anche la Congregazione per il clero, da lui presieduta, e la Congregazione per la dottrina della fede, presieduta dal cardinale Joseph Ratzinger, si trovarono talvolta in disaccordo. Nel 2001 Ratzinger persuase papa Giovanni Paolo II a rendere obbligatoria la segnalazione di tutte le denunce di abusi sessuali da parte del clero alla Congregazione per la dottrina della fede, sottraendo una competenza che fino a quel momento apparteneva al dicastero guidato da Castrillón Hoyos.
Nel 2002 espresse la sua disapprovazione per la politica di tolleranza zero dei vescovi statunitensi rispetto ai casi di abusi sessuali. Disse che i vescovi avevano ignorato dei "principi fondamentali della Chiesa" come il perdono e la conversione.

## Genealogia episcopale e successione apostolica
La genealogia episcopale è:
- Cardinale Scipione Rebiba
- Cardinale Giulio Antonio Santori
- Cardinale Girolamo Bernerio, O.P.
- Arcivescovo Galeazzo Sanvitale
- Cardinale Ludovico Ludovisi
- Cardinale Luigi Caetani
- Cardinale Ulderico Carpegna
- Cardinale Paluzzo Paluzzi Altieri degli Albertoni
- Papa Benedetto XIII
- Papa Benedetto XIV
- Papa Clemente XIII
- Cardinale Marcantonio Colonna
- Cardinale Giacinto Sigismondo Gerdil, B.
- Cardinale Giulio Maria della Somaglia
- Cardinale Carlo Odescalchi, S.I.
- Cardinale Costantino Patrizi Naro
- Cardinale Lucido Maria Parocchi
- Papa Pio X
- Papa Benedetto XV
- Papa Pio XII
- Cardinale Eugène Tisserant
- Papa Paolo VI
- Arcivescovo Angelo Palmas
- Cardinale Darío Castrillón Hoyos

La successione apostolica è:
- Vescovo Rigoberto Corredor Bermúdez (1988)
- Vescovo Fernando Arêas Rifan (2002)
- Vescovo Julio Hernando García Peláez (2005)